# Walrave II de Brederode
Walrave II de Brederode (en néerlandais Walraven II van Brederode), né le 8 janvier 1462 et mort le 14 janvier 1531, est un noble hollandais, protagoniste du soulèvement du parti des Hameçons contre Maximilien d'Autriche, et régent des possessions bourguignonnes en 1488.
Il est seigneur de Brederode, Vianen, Ameide, drossard de Hagestein et burgrave d'Utrecht.

## Biographie

### Origines familiales
Walrave est le fils de Renaud II de Brederode et Yolande de Lalaing.
À l'âge de 3 ans, son père fait de lui le drossard (officier de justice noble en Hollande) d'Hagestein. À l'âge de 8 ans, en 1470, Walrave II aurait été capturé, comme son père et son oncle Gilbert de Brederode, par l'évêque d'Utrecht David de Bourgogne, parent de Maximilien ; mais son demi-frère aîné, Walrave Ier, réussit à s'échapper et s'enfuit au château de Batestein.
Le 16 octobre 1473, il succède à son père comme le 10e seigneur de Brederode, sous la tutelle de sa mère. Ce n'est qu'en 1480 qu'il le devient de plein droit. Lors de la cérémonie, sa position est contestée par ses demi-frères, qui sont des enfants naturels, mais Walrave est considéré comme le successeur légal.

### Un proche de Maximilien
Pendant la guerre du Sticht (nl) (1481-1483), sa ville libre de Vianen est prise par le général Vincentius van Zwanenborg (nl) en 1482. Walrave en récupère la propriété dans l'année, mais nourrit une énorme rancune contre cette invasion.
En 1486, il est fait chevalier par Maximilien d'Autriche et siège à son conseil.

### Le soulèvement des Hameçons (1488)
Après la mort de Marie de Bourgogne en 1482 et la nomination de son époux Maximilien comme régent, un moyen est cherché au sein du parti des Hameçons pour faire revivre cette faction, dont la famille Brederode fait partie depuis les origines, en 1350.
Mais comme Walrave est en faveur à la cour du régent, c'est son jeune frère Frans van Brederode qui est choisi pour diriger le nouveau mouvement, connu comme la guerre du jonker Frans (nl). La raison principale pour laquelle Walrave II n'est pas élu serait sa mésentente avec Jan III van Montfoort.
Walrave reste par la suite hors de la vie politique, bien que son frère meurt suite de la défaite des Hameçons.

## Union et postérité

### Mariages
En 1492, en premières noces, Walrave épouse la noble Magretha van Kloetinge van Borselen. Elle est d'abord fiancée à Maarten van Polheim, membre de l'Ordre de la Toison d'Or, mais Walrave rachète les fiançailles pour 1968 florins d'or et 16 stuivers, afin de l'épouser.
Vers 1500, Walrave a une relation avec Jacobje Bertoutsdochter.
Veuf de Magretha en 1507, il épouse en secondes noces, le 11 mai 1508, Anna van Nieuwenaar.

### Descendance
- De son mariage avec Magretha van Kloetinge van Borselen, il a :
  - Renaud III de Brederode (1492-1556) ;
  - Wolfert van Brederode (1494-1548). Son fils Reinoud héritera de Brederode après Hendrik, le 12ème seigneur de Brederode, et décède en 1568 ;
  - Françoise van Brederode (1496-1553), épouse de Hendrik de Merode ;
  - Charlotte van Brederode (1498-1529), mariée à Jan III van Montfoort (1448-1522), et mère de Joost van Montfoort.

- De sa relation avec Jacobje Bertoutsdochter, il a :
  - Reinoud Bastaard van Brederode van Rijnestein (1500-1549), drost et bailli de Vianen (province d'Utrecht), marié à Anna van Lennep.

- De son second mariage, avec Anna van Nieuwenaar, naissent :
  - Yolande van Brederode (1509-1517) ;
  - Frans van Brederode (1510-1529), seigneur de Zwammerdam, mort noyé dans un ruisseau près d'Eindhoven ;
  - Maria van Brederode (1512-?), qui épouse Govert van Millendonk ;
  - Margaret de Brederode (1514-1577), princesse-abbesse de l'abbaye de Thorn (nl) ;
  - Balthazar van Brederode (1516-1576), seigneur de Bergen et forestier de Hollande, marié à Catharina van Bronckhorst-Batenburg ;
  - Walburga de Brederode (1518-1567), comtesse de Bentheim et Steinfurt, mariée à Arnold II de Bentheim-Steinfurt ;
  - Magdalena van Brederode (????-1546), mariée à Willem van Wyil ;
  - Yolande van Brederode (1525-1553), mariée à Jacob van Bourgondië ; ils émigreront vers la Suisse pour des questions religieuses[Quoi ?], où ils furent en contact avec Calvin[Qui ?] de nombreuses années sous le pseudonyme de De Fallais.

## Sources
- Biographie dans le Nieuw Nederlandsch biografisch woordenboek. Tome 10 (1937)